# Idea malabarica
Idea malabarica е вид насекомо от семейство Nymphalidae.

## Разпространение
Видът е разпространен в Индия.